# Roman Sklenák
Roman Sklenák (* 23. července 1970 Brno) je český politik, v letech 2013 až 2017 předseda Poslaneckého klubu ČSSD, v letech 2010 až 2017 a opět 2018 až 2021 poslanec za tuto stranu, od září 2021 člen Kolegia Nejvyššího kontrolního úřadu.

## Vzdělání a profesionální kariéra
Vystudoval Pedagogickou fakultu Masarykovy univerzity (magisterské studium) a Právnickou fakultu Masarykovy univerzity (bakalářské studium). V 90. letech podnikal ve výrobě a prodeji telekomunikačních zařízení. Působil ve vedení několika obchodních společností. V letech 2003 - 2010 pracoval jako vedoucí oddělení a ředitel odboru Úřadu pro zastupování státu ve věcech majetkových. S manželkou Markétou má tři syny Jakuba, Matěje a Vojtěcha a dceru Annu.

## Politická kariéra
V roce 1998 vstoupil do ČSSD. V roce 2002 se stal zastupitelem v městské části Brno-Líšeň.
Do Poslanecké sněmovny Parlamentu České republiky byl zvolen ve volbách 2010 v Jihomoravském kraji. Zastával funkci místopředsedy výboru pro sociální politiku a předsedal podvýboru pro kontrolu hospodaření ve veřejné správě. Od dubna 2013 je sociálnědemokratickým stínovým ministrem práce a sociálních věcí. Poslanecký mandát obhájil i ve volbách v roce 2013. Dne 19. listopadu 2013 byl zvolen novým předsedou poslaneckého klubu ČSSD, když získal 40 za 46 hlasů.
V komunálních volbách v roce 2014 obhájil za ČSSD post zastupitele Městské části Brno-Líšeň. Ve volbách do Poslanecké sněmovny PČR v roce 2017 obhajoval svůj poslanecký mandát za ČSSD v Jihomoravském kraji, ale neuspěl (stal se prvním náhradníkem). Do Sněmovny se však jako poslanec vrátil na konci března 2018, když na svůj mandát rezignoval bývalý premiér ČR Bohuslav Sobotka.
V komunálních volbách v roce 2018 obhájil za ČSSD mandát zastupitele městské části Brno-Líšeň.
V září 2021 byl Poslaneckou sněmovnou PČR zvolen členem Kolegia Nejvyššího kontrolního úřadu. Získal 84 hlasů, ke zvolení bylo třeba 78 hlasů. Dne 17. září 2021 byl do funkce jmenován, čímž mu zároveň zanikl mandát poslance. Jeho nástupcem ve Sněmovně se stal stranický kolega Lukáš Vágner.